# 十八招
十八招（英語：Ping-Pong Show）為東亞國家的成人秀表演之一，主要以女子陰部作為表演工具，搭配其他小型物品，甚至是小動物，做出各種特技表演。

## 招式

### 台灣
在台灣高雄曾經於1970年代，流行於小巷弄的小賓館，甚至廟會、夜市等公開場合。但由於表演內容妨害風化，遭警方大力取締，1990年代後已經很少在公開場合看見，現多轉為地下。因為發跡於高雄，又稱為高雄18招。
其招式如下：
|  |                                              |                                              |                                     |  |                                     |
|  | - 射飛鏢 - 寫毛筆 - 吞雞蛋 - 吃甘蔗 - 啃甘蔗 | - 泥鰍鑽 - 吞鰻魚 - 養金魚 - 摺紙鈔 - 抽香菸 | - 吃香蕉 - 噴火 - 開瓶子 - 打乒乓球 |  | - 喝汽水 - 抽刀片 - 點蠟燭 - 吹氣球 |

## 日本
在日本則是稱為花電車（日語：はなでんしゃ），其詞源是取自路面電車的花電車，於大正時期的大阪飛田新地發跡。
其招式如下：
|                                            |                                                    |                            |
| - 生花 - 金庫 - 拉炮 - 寫毛筆字 - 牽引台車 | - 吞蛋 - 切香蕉（折鉛筆） - 射飛鏢 - 噴火 - 切蘋果 | - 抽香菸 - 吹喇叭 - 吹捲笛 |

## 老撾
老撾首都萬象妓院在20世紀60年代和70年代出現十八招的表演，直至越南戰爭在酒吧仍能看到此類活動，旅遊作家保羅·索魯曾這樣描述在1973年萬象酒吧：「你的眼睛習慣於黑暗中，你看到的女服務員是赤裸裸的。沒有任何警告，她跳到椅子上，向她的陰道裡點了一根香煙，點燃它，通過收縮她的子宮腔而膨脹。」

## 泰國
泰國十八招節目的流行可追溯到二十世紀七十年代至八十年代初，表演地點在曼谷帕蓬街，芭達雅步行街，孟加拉路，普吉島和清邁Ta Pae等眾多表演場所。

## 歐洲
在荷蘭阿姆斯特丹紅燈區德瓦倫的紅磨坊和卡薩羅索劇院設有舞台情色表演，內容包括十八招表演。

## 相關影視作品
- 《沙漠妖姬》
- 《誰與爭瘋（英语：Ali G Indahouse）》